# Mozilla Public License
A Mozilla Public License (MPL) a számítástechnikában egy szabad szoftver licenc, amit elsősorban a Mozilla Alapítvány használ az általa fejlesztett szoftverekhez (Mozilla Application Suite, Mozilla Firefox és Mozilla Thunderbird). Az Adobe bejelentette, hogy az MPL-t fogja használni a Flex termékvonalához. A Sun Microsystems által az OpenSolaris operációs rendszerhez használt Common Development and Distribution License is az MPL-en alapszik.
A licenc kidolgozója Mitchell Baker. Az MPL-t a módosított BSD licenc és a GPL keresztezéseként jellemzik. A gyenge copyleft licencek egyike: az MPL alatti kód módosításának is MPL alatt kell maradnia, de az MPL kombinálható más, nem szabad kóddal.

## MPL-alapú licencek
- Common Development and Distribution License
- Sun Public License
- AROS Public License
- SugarCRM Public License